# Liste der Baudenkmäler in Schonungen
Auf dieser Seite sind die Baudenkmäler in der unterfränkischen Gemeinde Schonungen zusammengestellt. Diese Tabelle ist eine Teilliste der Liste der Baudenkmäler in Bayern. Grundlage ist die Bayerische Denkmalliste, die auf Basis des Bayerischen Denkmalschutzgesetzes vom 1. Oktober 1973 erstmals erstellt wurde und seither durch das Bayerische Landesamt für Denkmalpflege geführt wird. Die folgenden Angaben ersetzen nicht die rechtsverbindliche Auskunft der Denkmalschutzbehörde.
 Diese Liste gibt den Fortschreibungsstand vom 20. Februar 2024 wieder und enthält 159 Baudenkmäler.

## Baudenkmäler nach Gemeindeteilen

### Schonungen
| Lage                                                    | Objekt                                        | Beschreibung | Akten-Nr.      | Bild               |
| ------------------------------------------------------- | --------------------------------------------- | --- | -------------- | ------------------ |
| Am Brunnrasen (Standort)                                | Bildstock „Krebsmarterla“                     | Mit Pietà, Sandstein, neugotisch, 1876 (Säule 1986 erneuert) | D-6-78-174-153 | BW                 |
| Am Brunnrasen; Schaftriebweg (Standort)                 | Bildstock                                     | Sockel mit Hochrelief der Pietà, Sandstein, Rokoko, bezeichnet „1763“ | D-6-78-174-162 | weitere Bilder     |
| Ecke Forster Weg/Buchental, Am tiefen Grund (Standort)  | Fluraltar                                     | Mit Pietà, Sandstein, barock, bezeichnet „1760“ | D-6-78-174-161 | weitere Bilder     |
| Bachstraße 2 (Standort)                                 | Grobes-Villa                                  | Zweigeschossiger Mansardwalmdachbau, Jugendstil, 1908 | D-6-78-174-159 | Grobes-Villa       |
| Bachstraße 23 (Standort)                                | Ehemalige Synagoge                            | Zweigeschossiger giebelständiger Satteldachbau mit Ecklisenen, 1856; 1961 stark überformt | D-6-78-174-155 | Ehemalige Synagoge |
| Hauptstraße 2 (Standort)                                | Villa, Stammhaus der Baumeisterfamilie Lohrey | Zweigeschossiges Walmdachhaus mit klassizistischer Gliederung, um 1870 | D-6-78-174-125 | weitere Bilder     |
| Hauptstraße 32 (Standort)                               | Bahnhofsgebäude                               | Zweigeschossiger Sandsteinquaderbau mit flachem Pyramidendach, Rundbogenstil, 1853 nach dem Typus von Gottfried Neureuther | D-6-78-174-4   | Bahnhofsgebäude    |
| Hauptstraße 49 (Standort)                               | Kath. Pfarrkirche St. Georg                   | Blockhaft geschlossener, mit Sandsteinen verkleideter Bau über dreieckigem Grundriss und einem fünfeckigen Kirchenraum mit Laterne über dem Altarraum, nördlich Atrium mit Opeion und Brunnen, südlich Werktagkapelle mit Betonglaswand, 1957–1961 von Hans Schädel unter Mitarbeit von Friedrich Ebert; mit Ausstattung. | D-6-78-174-181 | weitere Bilder     |
| Hofheimer Straße 15 (Standort)                          | Heiligenfigur                                 | Christus in der Rast, 1709 | D-6-78-174-5   | Heiligenfigur      |
| Hofheimer Straße 25 (Standort)                          | Wappenstein                                   | Mit dem Wappen von Julius Echter von Mespelbrunn, bezeichnet „1605“ | D-6-78-174-6   | Wappenstein        |
| Hofheimer Straße 26 (Standort)                          | Bildstock                                     | Tischsockel, runder Schaft mit Weinranken, Aufsatz mit Kreuzigung, 1734 | D-6-78-174-7   | weitere Bilder     |
| Hofheimer Straße 28, im Friedhof (Standort)             | Friedhofskreuz                                | Zweite Hälfte 19. Jahrhundert | D-6-78-174-132 | Friedhofskreuz     |
| Ludwig-Grobe-Straße; bei Bachbrücke (Standort)          | Bildstock                                     | Tischsockel mit rundem Schaft und rundbogigem Aufsatz, Kreuzigungsrelief, 1729 | D-6-78-174-3   | weitere Bilder     |
| Mainleite; Straße nach Mainberg (Standort)              | Bildstock                                     | Tischsockel mit rundem, von Weinranken umwundenem Schaft, (Aufsatz fehlt), 18. Jahrhundert | D-6-78-174-10  | BW                 |
| Mühlbach; zwischen Bach-/Ludwig-Grobe-Straße (Standort) | Brücke über die Steinach                      | Doppelbogige Bruchsteinbrücke, 18./19. Jahrhundert | D-6-78-174-2   | weitere Bilder     |
| Wenkheimgasse 2 (Standort)                              | Alte Katholische Kirche St. Georg             | Turm im Kern mittelalterlich mit Aufbau von 1853, Langhaus 1740 unter der Bauaufsicht Balthasar Neumanns; mit Ausstattung | D-6-78-174-9   | weitere Bilder     |

### Abersfeld
| Lage                                                                  | Objekt                                     | Beschreibung | Akten-Nr.      | Bild                                    |
| --------------------------------------------------------------------- | ------------------------------------------ | --- | -------------- | --------------------------------------- |
| Abersfelder Hauptstraße (Standort)                                    | Brunnentrog                                | Rundes Sandsteinbecken, klassizistisch, 18. Jahrhundert                                                          | D-6-78-174-16  | Brunnentrog                             |
| Abersfelder Hauptstraße 31 (Standort)                                 | Hoftor                                     | Von Pietà bekrönt, 1822                                                                                          | D-6-78-174-14  | weitere Bilder                          |
| Abersfelder Hauptstraße 31 (Standort)                                 | Wegkreuz                                   | Kruzifix, bezeichnet „1879“                                                                                      | D-6-78-174-13  | Wegkreuz                                |
| Abersfelder Hauptstraße 35 (Standort)                                 | Katholische Filialkirche Mariä Himmelfahrt | Chorturmkirche, Turm 1613–14 über älterem Kern, Langhaus 1688, erweitert 1970; mit Ausstattung                   | D-6-78-174-15  | weitere Bilder                          |
| Abersfelder Hauptstraße 35; vor der Kirche (Standort)                 | Prozessionsaltar                           | 1744 | D-6-78-174-15  | Prozessionsaltar                        |
| Abersfelder Hauptstraße 49 (Standort)                                 | Wohnhaus                                   | Eingeschossiger giebelständiger Halbwalmdachbau mit Fachwerk, 1822                                               | D-6-78-174-17  | Wohnhaus                                |
| Abersfelder Hauptstraße 51 (Standort)                                 | Wohnhaus                                   | Eingeschossiger giebelständiger Fachwerkbau mit Halbwalmdach, 1829                                               | D-6-78-174-18  | Wohnhaus                                |
| Am Mühlbach (Standort)                                                | Bildstock                                  | Tischsockel, runder Schaft mit Weinranken, Aufsatz mit Relief der Pietà und heiligem Wendelin, bezeichnet „1754“ | D-6-78-174-11  | weitere Bilder                          |
| An der Trög 7 (Standort)                                              | Bildstock                                  | Gebauchter Sockel, runder Schaft, Aufsatz mit Heiliger Dreifaltigkeit und Pietà, 18. Jahrhundert                 | D-6-78-174-131 | Bildstock                               |
| Bürgstraße; Mehlen (Standort)                                         | Christus an der Geißelsäule                | Freifigur auf Inschriftensockel, Sandstein, bezeichnet „1775“                                                    | D-6-78-174-129 | Christus an der Geißelsäule             |
| Haßfurter Feld; Haßfurter Weg; ca. 500 m südlich des Ortes (Standort) | Bildstock                                  | Mit Madonnennische, bezeichnet „1900“                                                                            | D-6-78-174-126 | Bildstock                               |
| Haßfurter Weg; südlich der B 303 (Standort)                           | Bildstock                                  | Mit Pietà-Relief, Heilige Sebastian und Petrus, 18. Jahrhundert                                                  | D-6-78-174-127 | Bildstock                               |
| Nähe Kirchhof; Kirchhof 3; Bürgstraße (Standort)                      | Kreuzweg                                   | Stationen mit Terracotta-Reliefs, spätes 19. Jhd.                                                                | D-6-78-174-167 | BW                                      |
| Kirchhof 3 (Standort)                                                 | Sockel eines ehemaligen Steinkruzifixes    | Bezeichnet 1743                                                                                                  | D-6-78-174-167 | Sockel eines ehemaligen Steinkruzifixes |
| Nähe Bürgstraße (Standort)                                            | Bildstock                                  | Aufsatz mit Marienkrönung, bezeichnet „1830“                                                                     | D-6-78-174-130 | Bildstock                               |
| Nähe Waldsachsener Straße (Standort)                                  | Wegkreuz                                   | Kruzifix, Sandstein, 19. Jahrhundert                                                                             | D-6-78-174-21  | Wegkreuz                                |
| Nähe Waldsachsener Straße (Standort)                                  | Bildstock                                  | Gebauchter Sockel, Vierkantschaft, Aufsatz mit Heiliger Familie und Heiliger Dreifaltigkeit, 18. Jahrhundert     | D-6-78-174-22  | Bildstock                               |
| Rednershofer Weg; Schleifweg (Standort)                               | Bildstock                                  | Sockel mit rundem Schaft und dreiseitigem Aufsatz, bezeichnet „1827“                                             | D-6-78-174-19  | Bildstock                               |
| Wurmberg; Straße nach Waldsachsen (Standort)                          | Wegkreuz                                   | Kruzifix mit Assistenzfiguren, 1850                                                                              | D-6-78-174-20  | Wegkreuz                                |

### Forst
| Lage                                                          | Objekt                               | Beschreibung | Akten-Nr.      | Bild              |
| ------------------------------------------------------------- | ------------------------------------ | --- | -------------- | ----------------- |
| Bära (Standort)                                               | Sandsteinkruzifix                    | Auf Inschriftensockel, errichtet zum Gedenken an die Gefallenen Leo und August Mohr, bez. 1949–53                                                     | D-6-78-174-187 | Sandsteinkruzifix |
| Esel; Röhn; am westl. Ortsausgang (Standort)                  | Wegkreuz                             | Kruzifix auf Sockel, neugotisch, bezeichnet „1876“ | D-6-78-174-135 | Wegkreuz          |
| Forster Hauptstraße 3 (Standort)                              | Wohnhaus                             | Zweigeschossiger giebelständiger Satteldachbau mit Fachwerkobergeschoss, Hausfigur, 1909                                                              | D-6-78-174-25  | weitere Bilder    |
| Forster Hauptstraße 5 (Standort)                              | Wohnhaus                             | Zweigeschossiges Fachwerkgiebelhaus mit Seitenflügel, Hofgalerie, bezeichnet „1567“                                                                   | D-6-78-174-26  | weitere Bilder    |
| Forster Hauptstraße 5 (Standort)                              | Hausfigur                            | Pietà | D-6-78-174-26  | weitere Bilder    |
| Gädheimer Weg; ca. 500 m südöstlich des Ortes (Standort)      | Bildstock                            | Mit Darstellung der Verehrung der Monstranz, 1833 | D-6-78-174-134 | Bildstock         |
| Gädheimer Weg (Standort)                                      | Bildstock                            | Aufsatz mit Darstellung der Heiligen Dreifaltigkeit, um 1800                                                                                          | D-6-78-174-35  | Bildstock         |
| Kirchstraße (Standort)                                        | Bildstock                            | Sockel, Schaft mit Weinranken, Aufsatz mit Heiliger Dreifaltigkeit und von Erzengel Michael bekrönt, 18. Jahrhundert                                  | D-6-78-174-39  | Bildstock         |
| Kirchstraße 1 (Standort)                                      | Rathaus                              | Zweigeschossiger Walmdachbau über L-förmigem Grundriss, mit geohrten Fensterrahmungen, um 1800                                                        | D-6-78-174-28  | Rathaus           |
| Kirchstraße 2 (Standort)                                      | Katholische Pfarrkirche St. Godehard | Turm nachgotisch, um 1600; sonst Neubau von 1970 | D-6-78-174-29  | weitere Bilder    |
| Kirchstraße 7 (Standort)                                      | Wohnhaus                             | Zweigeschossiger traufständiger Sattaldachbau mit einseitigem Halbwalm, überbauter Toreinfahrt und Fachwerkobergeschoss, erste Hälfte 19. Jahrhundert | D-6-78-174-30  | weitere Bilder    |
| Kirchstraße 7 (Standort)                                      | Anbau                                | Ebenfalls mit Fachwerkobergeschoss, Ende 19. Jahrhundert                                                                                              | D-6-78-174-30  | weitere Bilder    |
| Kirchstraße 10 (Standort)                                     | Wohnhaus                             | Eingeschossiges traufständiges Fachwerkhaus mit Halbwalmdach, erste Hälfte 19. Jahrhundert                                                            | D-6-78-174-31  | Wohnhaus          |
| Kirchstraße 10 (Standort)                                     | Immaculata-Figur                     | | D-6-78-174-31  | Immaculata-Figur  |
| Krümmlein; südlich vom Ort, an der Straße (Standort)          | Wegkapelle                           | Kleiner Sandsteinquaderbau mit Satteldach, mit Marienkrönungsrelief, 1845                                                                             | D-6-78-174-40  | weitere Bilder    |
| Leitlein; Waldsachsener Weg (Standort)                        | Bildstock                            | Hoher Sockel mit gedrungener Säule, Aufsatz mit heiligem Georg und Bischof, 1905                                                                      | D-6-78-174-38  | Bildstock         |
| Nähe Am Botensteig (Standort)                                 | Friedhofskapelle                     | Kleiner Satteldachbau und Friedhofskreuz, 1908 | D-6-78-174-24  | weitere Bilder    |
| Nähe Am Botensteig (Standort)                                 | Friedhofskreuz                       | 1908 | D-6-78-174-24  | BW                |
| Obere Straße 5 (Standort)                                     | Bauernhof                            | Wohnhaus, zweigeschossiger giebelständiger Halbwalmdachbau mit Fachwerkobergeschoss, 1806                                                             | D-6-78-174-32  | weitere Bilder    |
| Obere Straße 5 (Standort)                                     | Bauernhof                            | Scheune, Satteldachbau aus Bruchsteinen | D-6-78-174-32  | weitere Bilder    |
| Obere Straße 5 (Standort)                                     | Bauernhof                            | Holzlege aus Bruchsteinen mit Pultdach | D-6-78-174-32  | weitere Bilder    |
| Triebweg (Standort)                                           | Immaculata                           | Freifigur auf Inschriftensockel, Sandstein, bezeichnet „1753“                                                                                         | D-6-78-174-27  | weitere Bilder    |
| Untere Straße; am Gädheimer Weg nahe dem Lehenbach (Standort) | Wegkreuz                             | Kruzifix mit Maria, Sandstein, bezeichnet „1822“ | D-6-78-174-133 | Wegkreuz          |
| Untere Straße 2 (Standort)                                    | Wohnhaus                             | Eingeschossiges Fachwerkgiebelhaus, 18. Jahrhundert                                                                                                   | D-6-78-174-33  | Wohnhaus          |
| Untere Straße 10 (Standort)                                   | Fußgängerpforte                      | Mit Pinienaufsätzen, Sandstein, bezeichnet „1780“ | D-6-78-174-34  | Fußgängerpforte   |
| Waldsachsener Weg (Standort)                                  | Wegkreuz                             | Kruzifix mit Maria, Sandstein, um 1800 | D-6-78-174-36  | Wegkreuz          |
| Waldsachsener Weg (Standort)                                  | Bildstock                            | Aufsatz mit heiligem Wendelin, 18. Jahrhundert | D-6-78-174-37  | Bildstock         |

### Hausen
| Lage                                                        | Objekt                               | Beschreibung                                                                      | Akten-Nr.      | Bild           |
| ----------------------------------------------------------- | ------------------------------------ | --------------------------------------------------------------------------------- | -------------- | -------------- |
| Am Wollenbach 1; südlich vom Dorf (Standort)                | Wegkreuz                             | 1873                                                                              | D-6-78-174-47  | Wegkreuz       |
| Bergsteig 1; vor Friedhofstraße 13 (Standort)               | Kriegerdenkmal                       | Kruzifix auf Inschriftensockel, bezeichnet „1921“                                 | D-6-78-174-136 | Kriegerdenkmal |
| Friedhofstraße 11, im Friedhof (Standort)                   | Friedhofskreuz                       | Bezeichnet „1866“                                                                 | D-6-78-174-138 | Friedhofskreuz |
| Hausener Hauptstraße 15 (Standort)                          | Bauernhaus                           | Eingeschossiges Fachwerkhaus mit Mansardhalbwalmdach, um 1800                     | D-6-78-174-42  | weitere Bilder |
| Hausener Hauptstraße 19 (Standort)                          | Kreuzschlepper                       | Freifigur auf Schaft mit Sockel, bezeichnet „1758“                                | D-6-78-174-43  | Kreuzschlepper |
| Kirchplatz (Standort)                                       | Bildstock                            | Tischsockel, Säule mit eigenem Postament, Aufsatz mit Kreuzigung, 18. Jahrhundert | D-6-78-174-179 | Bildstock      |
| Kirchplatz 4 (Standort)                                     | Katholische Pfarrkirche St. Leonhard | Chorturmkirche, Turm spätmittelalterlich, Langhaus 1896; mit Ausstattung          | D-6-78-174-44  | weitere Bilder |
| Köhlersbrunnweg; Friedhofstraße (Standort)                  | Bildstock                            | Sockel mit Rundbogenmotiv, Aufsatz mit Pietà, bezeichnet „1898“                   | D-6-78-174-137 | Bildstock      |
| Mühlenweg 3 (Standort)                                      | Bildstock                            | Tischsockel, runder Schaft, Aufsatz mit Kreuzigung, bezeichnet „1724“             | D-6-78-174-45  | Bildstock      |
| Nähe Friedhofstraße; Ecke Anton-Weber-Straße (Standort)     | Bildstock                            | Tischsockel mit rundem Schaft, Aufsatz mit Kreuzigung, 18. Jahrhundert            | D-6-78-174-46  | Bildstock      |
| Spitzholz; Gemarkungsgrenze Marktsteinach/Hausen (Standort) | Feldkreuz                            | Kruzifix auf Tischsockel, zweite Hälfte 19. Jahrhundert                           | D-6-78-174-147 | weitere Bilder |

### Kaltenhof
| Lage                             | Objekt                                                   | Beschreibung                                                            | Akten-Nr.      | Bild           |
| -------------------------------- | -------------------------------------------------------- | ----------------------------------------------------------------------- | -------------- | -------------- |
| Kaltenhof 1, 2, 9, 11 (Standort) | Ehemaliges Schlossgut                                    | Hauptgebäude, eingeschossiger massiver Satteldachbau, bezeichnet „1630“ | D-6-78-174-140 | weitere Bilder |
| Kaltenhof 1, 2, 9, 11 (Standort) | Ehemaliges Schlossgut                                    | Bauernhaus, mit Giebelfachwerk, um 1700                                 | D-6-78-174-140 | weitere Bilder |
| Kaltenhof 1, 2, 9, 11 (Standort) | Ehemaliges Schlossgut, ehemaliges Sattler`sches Gutshaus | Zweigeschossiger Satteldachbau mit Zwerchhaus, 1864                     | D-6-78-174-140 | weitere Bilder |
| Kaltenhof 1, 2, 9, 11 (Standort) | Ehemaliges Schlossgut                                    | Scheunen, wohl 18./19. Jahrhundert                                      | D-6-78-174-140 | weitere Bilder |

### Löffelsterz
| Lage                                                      | Objekt                               | Beschreibung | Akten-Nr.      | Bild           |
| --------------------------------------------------------- | ------------------------------------ | --- | -------------- | -------------- |
| Abersfelder Weg (Standort)                                | Wegkreuz                             | Kruzifix auf gebauchtem Sockel, bezeichnet „1797“ | D-6-78-174-57  | Wegkreuz       |
| Abersfelder Weg (Standort)                                | Bildstock                            | Sockel mit eingezogen gerundeten Kanten, sich stark verjüngender Säule und Aufsatz mit geschwungenem Abschluss und Aggraffen, Relief der Kreuzigung mit Maria und Johannes, Sandstein, Mitte 18. Jahrhundert | D-6-78-174-182 | weitere Bilder |
| Hesselbacher Weg; beim Golfplatz (Standort)               | Wegkreuz                             | Kruzifix auf Sockel, 1926/27 | D-6-78-174-157 | weitere Bilder |
| Lindenplatz 2; Lindenplatz (Standort)                     | Katholische Filialkirche St. Ägidius | Chorturmkirche, Turm und Sakristei 1612, Langhaus 1732; mit Ausstattung | D-6-78-174-50  | weitere Bilder |
| Lindenplatz 2; Lindenplatz (Standort)                     | Kruzifix                             | 1882 (Corpus erneuert), bei der Kirche | D-6-78-174-50  | weitere Bilder |
| Lindenplatz 7 (Standort)                                  | Wohnhaus                             | Giebelständiger Frackdachbau mit Fachwerkobergeschoss, 1839 | D-6-78-174-51  | weitere Bilder |
| Lindenplatz 11 (Standort)                                 | Relief                               | Darstellung des heiligen Wendelin, Rokoko, 18. Jahrhundert | D-6-78-174-52  | Relief         |
| Lindenplatz 11 (Standort)                                 | Bildstock                            | Runder Schaft mit Weinranken, Aufsatz mit Heiliger Dreifaltigkeit und Bekrönungsfigur heiliger Georg, 18. Jahrhundert                                                                                        | D-6-78-174-53  | weitere Bilder |
| Löffelsterzer Hauptstraße 1; im Friedhof (Standort)       | Friedhofskreuz                       | Bezeichnet „1848“ | D-6-78-174-139 | weitere Bilder |
| Löffelsterzer Hauptstraße 5 (Standort)                    | Kommunbrauhaus                       | Erdgeschossiger Bruchsteinbau mit flach geneigtem Satteldach, mittleres 19. Jahrhundert | D-6-78-174-48  | weitere Bilder |
| Löffelsterzer Hauptstraße 11 (Standort)                   | Bildstock                            | Sockel, runder Schaft, Aufsatz mit heiliger Katharina und Marienkrönung, bezeichnet „1765“ | D-6-78-174-56  | weitere Bilder |
| Löffelsterzer Hauptstraße 20 (Standort)                   | Hoftor                               | Mit Pinienaufsätzen, Sandstein, 18. Jahrhundert | D-6-78-174-49  | Hoftor         |
| Reichmannshäuser Straße 11 (Standort)                     | Altarbildstock                       | Mit Pietà, bezeichnet „1745“ | D-6-78-174-54  | Altarbildstock |
| Reichmannshäuser Straße 13 (Standort)                     | Bildstock                            | Mit Kreuzigung, 1799 | D-6-78-174-55  | weitere Bilder |
| Speichel; Gansighöhe, an der Staatsstraße 2266 (Standort) | Papstkreuz                           | 1946, Nachbildung eines Kreuzes aus dem 17. Jahrhundert | D-6-78-174-58  | Papstkreuz     |
| Speichel (Standort)                                       | Immaculata                           | Freifigur auf gebauchtem Inschriftensockel, bezeichnet „1800“ | D-6-78-174-60  | weitere Bilder |
| Stöckig; am Feuerlöschweiher (Standort)                   | Bildstock                            | Sockel, Schaft mit Weinranken, Aufsatz mit Marienkrönung und Vierzehnheiligen, eisernes Bekrönungskreuz mit Kruzifix, 1846                                                                                   | D-6-78-174-59  | weitere Bilder |
| Suhl; Ebertshäuser Weg, Nähe SW 4 (Standort)              | Tabernakelbildstock                  | Mit Pietà, um 1700 | D-6-78-174-61  | weitere Bilder |

### Mainberg
| Lage | Objekt                                   | Beschreibung | Akten-Nr.      | Bild                                     |
| --- | ---------------------------------------- | --- | -------------- | ---------------------------------------- |
| Am Schulberg 1 (Standort)                                                                                   | Bildstock                                | Mit Freifigur des hl. Wendelin, bezeichnet „1797“ | D-6-78-174-62  | weitere Bilder                           |
| Am Schulberg 2 (Standort)                                                                                   | Wohnhaus                                 | Zweigeschossiger traufständiger Satteldachbau mit Fachwerkobergeschoss, bezeichnet „1531/1697“ | D-6-78-174-63  | weitere Bilder                           |
| Hausener Steig (Standort)                                                                                   | Bildstock                                | Neugotisch; nicht nachqualifiziert | D-6-78-174-73  | BW                                       |
| Ernst-Sachs-Straße (Standort)                                                                               | Wegkapelle mit Altarbildstock            | 1736 | D-6-78-174-65  | weitere Bilder                           |
| Ernst-Sachs-Straße (Standort)                                                                               | Bildstock                                | Monolith mit vierseitigem Aufsatz, bezeichnet „1726“ | D-6-78-174-67  | weitere Bilder                           |
| Ernst-Sachs-Straße 1 (Standort)                                                                             | Wohnhaus                                 | Zweigeschossiger Walmdachhaus mit Fachwerkobergeschoss und rundbogiger Toreinfahrt, 18. Jahrhundert | D-6-78-174-64  | weitere Bilder                           |
| Ernst-Sachs-Straße 6 (Standort)                                                                             | Schloss Mainberg                         | Vierflügelige Burganlage mit Vorburg und Ringmauer, Bergfried 13. Jahrhundert, Wohnbauten spätgotisch, Torbau 16./17. Jahrhundert, historistische Wiederherstellung nach 1822; Ausstattung, 1916–37 für Ernst und Willy Sachs von Franz Rank (München) und anderen Künstlern | D-6-78-174-66  | weitere Bilder                           |
| Grundstraße; Wilhelm-Sattler-Straße 1 (Standort)                                                            | Friedhofskreuz                           | Bezeichnet 1854 | D-6-78-174-146 | weitere Bilder                           |
| Grundstraße; Wilhelm-Sattler-Straße 1 (Standort)                                                            | Grabmal                                  | Grabstätte Wilhelm Sattlers, mit Figurengruppe, 1860 | D-6-78-174-146 | weitere Bilder                           |
| Grundstraße; am südlichen Rand des oberen Schlossparks (Standort)                                           | Bildstock                                | Mit Kreuzigung und Stifterfamilie, bezeichnet „1700“ | D-6-78-174-145 | weitere Bilder                           |
| Grundstraße 5 (Standort)                                                                                    | Wohnhaus                                 | Zweigeschossiger traufständiger Fachwerkbau mit Satteldach und dreigeschossiger Auslucht, um 1600 | D-6-78-174-68  | weitere Bilder                           |
| Grundstraße 9 (Standort)                                                                                    | Wohnhaus                                 | Zweigeschossiger giebelständiger Halbwalmdachbau mit geohrten Rahmungen und Fachwerkobergeschoss, bez. 1748 | D-6-78-174-176 | BW                                       |
| Grundstraße 13 (Standort)                                                                                   | Wohnhaus                                 | Zweigeschossiges traufständiges Fachwerkhaus mit Satteldach, 17. Jahrhundert | D-6-78-174-141 | weitere Bilder                           |
| Grundstraße 15 (Standort)                                                                                   | Wohnhaus                                 | Zweigeschossiger giebelständiger Fachwerkbau mit Mansardhalbwalmdach, 17./18. Jahrhundert | D-6-78-174-142 | Wohnhaus                                 |
| Hennebergstraße 11, Hennebergstraße 13 (Standort)                                                           | Ehemalige Schule                         | Mehrteilige Baugruppe am Hang mit Terrassen, Schulgebäude (Nr. 11), Lehrerwohnhaus (Nr. 13), Eingangspavillon, Schulgarten 1928 | D-6-78-174-1   | weitere Bilder                           |
| Mainberg 45 (Standort)                                                                                      | Jagdhaus „Dianens Lust“                  | Zweigeschossiges Walmdachgebäude, 1824 | D-6-78-174-143 | weitere Bilder                           |
| Mainleite; am westlichen Ortsausgang (Standort)                                                             | Bildstock                                | Aufsatz mit Relief der Pietà, bezeichnet „1626“ | D-6-78-174-72  | Bildstock                                |
| Mainleite 2 (Standort)                                                                                      | Ehemalige Amtskellerei                   | Zweigeschossiger Zweiflügelbau mit Walmdach, barocke Fassadengliederung, 1708–1710, Entwurf und Ausführung von Joseph Greissing | D-6-78-174-69  | weitere Bilder                           |
| Mainleite 6 (Standort)                                                                                      | Wirtshausschild                          | Schmiedeeisen, 1813/14 | D-6-78-174-144 | weitere Bilder                           |
| Mainleite 8 (Standort)                                                                                      | Katholische Kuratiekirche St. Michael    | Chor 1486, Langhaus 1931; mit Ausstattung | D-6-78-174-70  | weitere Bilder                           |
| Mainleite 12 (Standort)                                                                                     | Ehemaliger Schwarzenberghof              | Winzerhaus, zweigeschossiger giebelständiger Satteldachbau mit Fachwerkobergeschoss, 17. Jahrhundert | D-6-78-174-160 | weitere Bilder                           |
| Neue Weinberge; Nähe Steinbergstraße; Steinbergstraße 15; Untere Mainleite, Mainberger Straße 91 (Standort) | Weinbergmauern                           | Weinbergmauern entlang der Mainberger Straße, Kalk- und Sandsteinquadermauerwerk, teils mit integrierten Stichbogennischen, Treppenanlagen und Inschriftentafeln, 1826–29 im Rahmen der Chaussierung unter Ludwig I. errichtet                                               | D-6-62-000-333 | weitere Bilder                           |
| Zehntstraße 1 (Standort)                                                                                    | Wohnhaus                                 | Zweigeschossiges Fachwerkgiebelhaus mit Satteldach, 17. Jahrhundert | D-6-78-174-71  | weitere Bilder                           |
| Zum Kaltenhof (Standort)                                                                                    | Bildstock, sogenannter Fügleinsbildstock | Mit Pietà, neugotisch, 1880 | D-6-78-174-163 | Bildstock, sogenannter Fügleinsbildstock |

### Marktsteinach
| Lage                                                                                      | Objekt                                          | Beschreibung                                                                                       | Akten-Nr.      | Bild                              |
| ----------------------------------------------------------------------------------------- | ----------------------------------------------- | -------------------------------------------------------------------------------------------------- | -------------- | --------------------------------- |
| Dorfstraße (Standort)                                                                     | Bildstock                                       | Aufsatz mit Heiliger Dreifaltigkeit, 18. Jahrhundert                                               | D-6-78-174-123 | weitere Bilder                    |
| Dorfstraße (Standort)                                                                     | Tabernakelbildstock                             | Mit Pietà, bezeichnet „1761“                                                                       | D-6-78-174-76  | weitere Bilder                    |
| Dorfstraße 1, im alten Friedhof (Standort)                                                | Katholische Pfarrkirche St. Bartholomäus        | Nachgotisch, um 1615; mit Ausstattung; Friedhofskreuz, bezeichnet „1856“                           | D-6-78-174-74  | weitere Bilder                    |
| Dorfstraße 1, im alten Friedhof (Standort)                                                | Friedhofskreuz, bezeichnet „1856“               | | D-6-78-174-74  | Friedhofskreuz, bezeichnet „1856“ |
| Dorfstraße 6 (Standort)                                                                   | Wohnhaus                                        | Eingeschossiges giebelständiges Fachwerkhaus mit Halbwalmdach, 1799 (fälschlich bezeichnet „1599“) | D-6-78-174-75  | weitere Bilder                    |
| Kolm, südlich des Ortes am Kolben (Standort)                                              | Marienkapelle                                   | Kleiner Satteldachbau mit Stufengiebel und Dachreiter, neugotisch, 1881; mit Ausstattung           | D-6-78-174-151 | weitere Bilder                    |
| Kolm, südlich des Ortes am Kolben (Standort)                                              | Kreuzweg                                        | Kreuzwegstationen mit Gusseisenreliefs, Ende 19. Jahrhundert                                       | D-6-78-174-151 | weitere Bilder                    |
| Lindenstraße 1 (Standort)                                                                 | Wohnhaus                                        | Eingeschossiger giebelständiger Satteldachbau mit Zierfachwerkgiebel, 18. Jahrhundert              | D-6-78-174-84  | weitere Bilder                    |
| Lindenstraße 14, im ehemaligen Friedhof (Standort)                                        | Altes Friedhofskreuz                            | Sandstein, bezeichnet „1828“ (Corpus fehlt)                                                        | D-6-78-174-149 | weitere Bilder                    |
| Lindenstraße 15 (Standort)                                                                | Wohnhaus                                        | Eingeschossiges giebelständiges Fachwerkhaus mit Satteldach, erste Hälfte 19. Jahrhundert          | D-6-78-174-85  | weitere Bilder                    |
| Marktsteinacher Hauptstraße 1 (Standort)                                                  | Wohnhaus                                        | Zweigeschossiger Walmdachbau im Rundbogenstil, um 1840/50                                          | D-6-78-174-77  | weitere Bilder                    |
| Marktsteinacher Hauptstraße 3 (Standort)                                                  | Wohnhaus                                        | Eingeschossiges giebelständiges Fachwerkhaus mit Satteldach, Ende 18. Jahrhundert                  | D-6-78-174-78  | weitere Bilder                    |
| Marktsteinacher Hauptstraße 19 a, 19 b (Standort)                                         | Burgruine mit Turmstümpfen, jetzt Bauernanwesen | Mauerreste, 15. Jahrhundert                                                                        | D-6-78-174-80  | weitere Bilder                    |
| Marktsteinacher Hauptstraße 21 (Standort)                                                 | Wohnhaus                                        | Eingeschossiges giebelständiges Fachwerkhaus mit Sattaldach, Ende 18. Jahrhundert                  | D-6-78-174-81  | weitere Bilder                    |
| Marktsteinacher Hauptstraße 29 (Standort)                                                 | Wohnhaus                                        | Eingeschossiges giebelständiges Fachwerkhaus, Ende 18. Jahrhundert                                 | D-6-78-174-83  | Wohnhaus                          |
| Nähe Zum Kolben; ca. 100 m hinter dem Ortsausgang an der Straße nach Abersfeld (Standort) | Wegkreuz                                        | Kruzifix, Sandstein, bezeichnet „1875“                                                             | D-6-78-174-148 | weitere Bilder                    |
| Neuwiesen; nördlich des Wirtschaftsweges nach Hausen (Standort)                           | Feldkreuz                                       | Kruzifix auf hohem Inschriftensockel, bezeichnet „1876“                                            | D-6-78-174-150 | Feldkreuz                         |
| Rothmühle 1 (Standort)                                                                    | Rothmühle                                       | Fachwerkbau mit Mansardsatteldach, 18. Jahrhundert                                                 | D-6-78-174-86  | BW                                |
| Saugärten (Standort)                                                                      | Wegkreuz                                        | Sockel 1878, Kruzifix 1950x                                                                        | D-6-78-174-154 | Wegkreuz                          |
| Schulzenmühle 1 (Standort)                                                                | Schulzenmühle                                   | Unregelmäßige Bautengruppe, 18. Jahrhundert                                                        | D-6-78-174-87  | Schulzenmühle                     |
| Schulzenmühle 1 (Standort)                                                                | Hausfigur                                       | Muttergottes, 18. Jahrhundert                                                                      | D-6-78-174-87  | BW                                |
| Schulzenmühle 1 (Standort)                                                                | Torpfeiler                                      | Spätklassizistisch                                                                                 | D-6-78-174-87  | BW                                |
| Untere Weinbergsleite (Standort)                                                          | Bildstocksockel und Säule mit Weinranken        | Bezeichnet „1810“, mit Kreuzschlepper von 1990                                                     | D-6-78-174-124 | weitere Bilder                    |

### Rednershof
| Lage                     | Objekt                                | Beschreibung                                                                                                   | Akten-Nr.     | Bild                                  |
| ------------------------ | ------------------------------------- | --- | ------------- | ------------------------------------- |
| In Rednershof (Standort) | Bildstock                             | Gebauchter Sockel, runder Schaft mit Blumenranken, Aufsatz mit Kreuzigung und Marienkrönung, bezeichnet „1798“ | D-6-78-174-89 | Bildstock                             |
| In Rednershof (Standort) | Katholische Kapelle Maria Heimsuchung | Massiver Satteldachbau mit Dachreiter, vor 1850, Chorraum 1965 umgebaut; mit Ausstattung                       | D-6-78-174-88 | Katholische Kapelle Maria Heimsuchung |

### Reichelshof
| Lage                     | Objekt  | Beschreibung                                                                          | Akten-Nr.     | Bild           |
| ------------------------ | ------- | ------------------------------------------------------------------------------------- | ------------- | -------------- |
| Reichelshof 8 (Standort) | Gutshof | Herrenhaus, zweigeschossiger Walmdachbau mit Eckquaderung, Neurenaissance, um 1870/80 | D-6-78-174-90 | weitere Bilder |
| Reichelshof 8 (Standort) | Gutshof | Wirtschaftsgebäude, teilweise älter als das Herrenhaus                                | D-6-78-174-90 | weitere Bilder |

### Reichmannshausen
| Lage                                                      | Objekt                       | Beschreibung | Akten-Nr.      | Bild           |
| --------------------------------------------------------- | ---------------------------- | --- | -------------- | -------------- |
| Am Alten Mühlweg; Nähe Waldhäuser Straße (Standort)       | Bildstock                    | Geschwungener Sockel mit achteckigem Schaft, Aufsatz mit Reliefs der Marienkrönung und des heiligen Michael mit Drachen, bezeichnet „1797“ | D-6-78-174-108 | weitere Bilder |
| Herrenseestraße (Standort)                                | Kriegerdenkmal               | Architektonischer Aufbau mit Kruzifix, bezeichnet „1928“                                                                                   | D-6-78-174-104 | weitere Bilder |
| Herrenseestraße (Standort)                                | Mariensäule                  | Neugotisch von I. Stössel, um 1854 | D-6-78-174-103 | weitere Bilder |
| Herrenseestraße 7 (Standort)                              | Bauernhaus                   | Erdgeschossiger giebelständiger Satteldachbau mit Fachwerk, Laube, 18./19. Jahrhundert                                                     | D-6-78-174-98  | weitere Bilder |
| Herrenseestraße 8 b (Standort)                            | Bauernhaus                   | Zweigeschossiger giebelständiger Satteldachbau mit Fachwerkobergeschoss und -giebel, Ende 19. Jahrhundert mit älterem Kern                 | D-6-78-174-93  | weitere Bilder |
| Herrenseestraße 17 (Standort)                             | Bauernhaus                   | Zweigeschossiger giebelständiger Halbwalmdachbau mit Fachwerkobergeschoss, erste Hälfte 19. Jahrhundert                                    | D-6-78-174-100 | weitere Bilder |
| Herrenseestraße 17 (Standort)                             | Torpfosten                   | Gotisierend | D-6-78-174-100 | weitere Bilder |
| Herrenseestraße 19 (Standort)                             | Wohnhaus                     | Zweigeschossiger Satteldachbau mit Fachwerkobergeschoss, bezeichnet „1900“, wohl mit älterem Kern                                          | D-6-78-174-101 | weitere Bilder |
| Herrenseestraße 19 (Standort)                             | Fußgängerpforte              | Um 1800 | D-6-78-174-101 | weitere Bilder |
| Herrenseestraße 20 (Standort)                             | Katholische Kirche St. Georg | Chorturmkirche, Turm 1607, Langhaus Ende 17. Jahrhundert; mit Ausstattung                                                                  | D-6-78-174-91  | weitere Bilder |
| Hofstraße 4 (Standort)                                    | Bildstock                    | Mit Relief der Marienkrönung, ehemals bezeichnet „1832“                                                                                    | D-6-78-174-97  | weitere Bilder |
| Hofstraße 4 (Standort)                                    | Bauernhaus                   | Erdgeschossiger giebelständiger Fachwerkbau mit Satteldach und Längslaube, bezeichnet „1803“                                               | D-6-78-174-96  | weitere Bilder |
| Humprechtshäuser Straße 4 (Standort)                      | Bauernhaus                   | Erdgeschossiges Fachwerkhaus mit Satteldach, Längslaube, erste Hälfte 19. Jahrhundert; um 1900 aus Humprechtshausen transloziert           | D-6-78-174-102 | weitere Bilder |
| Münsterer Weg 2; an der Straße nach Fuchsstadt (Standort) | Bildstock                    | Tischsockel, Schaft mit Laubranken, großer Aufsatz mit Vierzehnheiligen und Marienkrönung, 18. Jahrhundert                                 | D-6-78-174-105 | weitere Bilder |
| Münsterer Weg 2 (Standort)                                | Feldkreuz                    | Holzkreuz mit Sandsteinkorpus, zweite Hälfte 19. Jahrhundert                                                                               | D-6-78-174-152 | weitere Bilder |
| Wiesengarten 5 (Standort)                                 | Bauernhaus                   | Erdgeschossiger giebelständiger Fachwerkbau mit Satteldach, Ende 18. Jahrhundert                                                           | D-6-78-174-94  | weitere Bilder |
| Wiesengarten 20 (Standort)                                | Bauernhaus                   | Erdgeschossiger Fachwerkbau mit Mansardwalmdach, Längslaube, 18./19. Jahrhundert                                                           | D-6-78-174-95  | weitere Bilder |
| Wiesengarten 20 (Standort)                                | Torpfosten                   | Klassizistisch | D-6-78-174-95  | weitere Bilder |
| Wiesengarten 24 (Standort)                                | Bauernhof                    | Wohnhaus, eingeschossiger Fachwerkbau mit Satteldach, um 1700                                                                              | D-6-78-174-92  | weitere Bilder |
| Wiesengarten 24 (Standort)                                | Bauernhof                    | Fachwerkscheune, bezeichnet „1687“, Fachwerkstall, 18. Jahrhundert und Hofeinfahrt                                                         | D-6-78-174-92  | weitere Bilder |

### Waldsachsen
| Lage                                                                | Objekt                                 | Beschreibung | Akten-Nr.      | Bild                        |
| ------------------------------------------------------------------- | -------------------------------------- | --- | -------------- | --------------------------- |
| Bucher Straße 10 (Standort)                                         | Hoftoranlage                           | Mit Fußgängerpforte. Vasenaufsätze und Marienkrönung, bezeichnet „1821“                                                                          | D-6-78-174-110 | weitere Bilder              |
| Bucher Straße 13 (Standort)                                         | Fußgängerpforte                        | Mit Aufsatz und Heiligem Laurentius, spätklassizistisch, bezeichnet „1847“                                                                       | D-6-78-174-114 | Fußgängerpforte             |
| Bucher Straße 14; Nähe Grundweg; Bucher Straße 16 (Standort)        | Katholische Pfarrkirche St. Laurentius | Untergeschoss des ehemaligen Chorturms spätes 13. Jahrhundert, Langhaus 1732; mit Ausstattung                                                    | D-6-78-174-116 | BW                          |
| Bucher Straße 14; Nähe Grundweg; Bucher Straße 16 (Standort)        | Friedhof                               | Friedhofskreuz, bezeichnet „1827“ | D-6-78-174-116 | BW                          |
| Bucher Straße 14; Nähe Grundweg; Bucher Straße 16 (Standort)        | Bildstock                              | Bezeichnet „1835“ | D-6-78-174-116 | Bildstock                   |
| Bucher Straße 14; Nähe Grundweg; Bucher Straße 16 (Standort)        | Kreuzwegstationen                      | Sandstein, neugotisch, spätes 19. Jahrhundert | D-6-78-174-116 | BW                          |
| Bucher Straße 14; Nähe Grundweg; Bucher Straße 16 (Standort)        | Christus an der Geißelsäule            | 19. Jahrhundert | D-6-78-174-116 | Christus an der Geißelsäule |
| Forster Straße (Standort)                                           | Bildstock                              | Monolithisch, mit Kreuzigung und Echter-Wappen, bezeichnet „1600“                                                                                | D-6-78-174-119 | Bildstock                   |
| Gründlein; Straße nach Bayerhof (Standort)                          | Bildstock                              | Sockel mit rundem Schaft, Aufsatz mit Heiliger Dreifaltigkeit und Kreuzigung, Seitenfiguren und Bekrönungskreuz, klassizistisch, 19. Jahrhundert | D-6-78-174-118 | weitere Bilder              |
| Grundwiesenbach; am Grundweg (Standort)                             | Wegkreuz                               | Kruzifix, Sockel mit Rundbogenmotiv, bezeichnet „1899“                                                                                           | D-6-78-174-158 | Wegkreuz                    |
| Heiligenholz, an der Straße nach Bayerhof (Standort)                | Wegkreuz                               | Kruzifix auf hohem Tischsockel, 19. Jahrhundert                                                                                                  | D-6-78-174-122 | Wegkreuz                    |
| Marktsteinacher Straße 6 (Standort)                                 | Rathaus                                | Zweigeschossiger Satteldachbau mit Zierfachwerkobergeschoss und Dachreiter, 17./18. Jahrhundert                                                  | D-6-78-174-115 | Rathaus                     |
| Marktsteinacher Straße 9 (Standort)                                 | Wohnhaus                               | Eingeschossiger giebelständiger Satteldachbau mit Fachwerkgiebel, um 1800                                                                        | D-6-78-174-111 | weitere Bilder              |
| Marktsteinacher Straße 15 (Standort)                                | Hoftor                                 | Mit Fußgängerpforte, Immaculata, bezeichnet „1822“                                                                                               | D-6-78-174-112 | Hoftor                      |
| Marktsteinacher Straße 18 (Standort)                                | Hoftor                                 | Mit Fußgängerpforte, neugotisch, Sandstein, bezeichnet „1881“                                                                                    | D-6-78-174-113 | weitere Bilder              |
| Nähe Abersfelder Straße; nördlich des Ortes, in der Flur (Standort) | Feldkreuz                              | Kruzifix, im Fuß Maria, 19. Jahrhundert | D-6-78-174-121 | Feldkreuz                   |
| Nähe Forststraße; Straße nach Forst (Standort)                      | Wegkreuz                               | Sockel mit Kruzifix, 1895 | D-6-78-174-120 | Wegkreuz                    |
| Nähe Löhleinstraße; westlicher Ortsausgang (Standort)               | Wegkreuz                               | Kruzifix auf Sockel mit Rundbogenmotiv, 19. Jahrhundert                                                                                          | D-6-78-174-117 | Wegkreuz                    |
| Bayerhöfer Straße 6 ()                                              | Wegkreuz                               | Kreuz mit Sockel und Korpus, bezeichnet „1848“; nicht nachqualifiziert                                                                           | D-6-78-174-109 |                             |

## Ehemalige Baudenkmäler
In diesem Abschnitt sind Objekte aufgeführt, die früher einmal in der Denkmalliste eingetragen waren, jetzt aber nicht mehr. Objekte, die in anderem Zusammenhang – also z. B. als Teil eines Baudenkmals – weiter eingetragen sind, sollen hier nicht aufgeführt werden. Aktennummern in diesem Abschnitt sind ehemalige, jetzt nicht mehr gültige Aktennummern.

| Lage                                                    | Objekt                       | Beschreibung                 | Akten-Nr.     | Bild      |
| ------------------------------------------------------- | ---------------------------- | ---------------------------- | ------------- | --------- |
| Hausen Bergstraße ()                                    | Kreuzschlepper               | 1873; nicht nachqualifiziert | D-6-78-174-41 |           |
| Marktsteinach Marktsteinacher Hauptstraße 13 (Standort) | Hausfigur                    | Immaculata, 19. Jahrhundert  | D-6-78-174-79 | Hausfigur |
| Marktsteinach Marktsteinacher Hauptstraße 23 (Standort) | Eingeschossiges Fachwerkhaus | Bezeichnet „1838“            | D-6-78-174-82 | BW        |